# FC Blitz 03 Liegnitz
FC Blitz 03 Liegnitz was een Duitse sportclub uit Liegnitz, dat tegenwoordig het Poolse Legnica is.

## Geschiedenis
De club werd op 3 augustus 1903 opgericht door vijf jongeren. De club sloot zich aan bij de Zuidoost-Duitse voetbalbond en ging vanaf 1906 in de Neder-Silezische competitie spelen. De club werd tweede achter ATV Liegnitz. ATV domineerde de competitie de volgende jaren. Blitz werd nog twee keer tweede, maar speelde dan een bijrol. Na de Eerste Wereldoorlog werd de competitie in meerdere reeksen opgedeeld. In 1921/22 plaatste de club zich voor de eindronde en werd daar tweede achter FV 1920 Züllichau. Blitz eindigde geregeld op de tweede plaats, maar moest de titel telkens aan andere clubs zoals SC Jauer en VfB Liegnitz laten. In 1933 werd de competitie grondig geherstructureerd nadat de NSDAP aan de macht kwam. De Zuidoost-Duitse bond werd ontbonden en er kwam een nieuwe competitie, de Gauliga Schlesien. Enkel de top drie kwalificeerde zich hiervoor en omdat Blitz in 1932/33 vierde werd kwalificeerde de club zich niet. De club ging in de Bezirksliga Mittelschlesien spelen en eindigde derde.
Na dit seizoen fuseerde de club met Liegnitzer BC tot Liegnitzer BC Blitz 03. De fusieclub kon geen promotie afdwingen.
Na het einde van de oorlog werd Liegnitz een Poolse stad. De Duitsers werden verdreven en alle Duitse voetbalclubs werden ontbonden.